# Distrito de Suiza Sajona-Montes Metálicos Orientales
El distrito de Suiza Sajona-Montes Metálicos Orientales (en alemán: Landkreis Sächsische Schweiz-Osterzgebirge) es uno de los diez distritos que, junto con las tres ciudades independientes de Chemnitz, Leipzig y Dresde, forman el estado alemán de Sajonia. Limita al norte con los distritos de Meißen y Bautzen, y la ciudad de Leipzig, al sur con la República Checa y al oeste con el distrito de Sajonia Central. Su capital es la ciudad de Pirna.
Tiene un área de 1654 km², una población a finales de 2016 de 246 066 habs. y una densidad de población de 150 hab/km².

## Historia
El distrito fue formado en agosto de 2008 a partir de los antiguos distritos de Suiza Sajona y Weißeritz,

## Ciudades y municipios
| Ciudades | Ciudades | Municipios | Municipios | Municipios |
| --- | --- | --- | --- | ---------- |
| 1. Altenberg 2. Bad Gottleuba-Berggießhübel 3. Bad Schandau 4. Dippoldiswalde 5. Dohna 6. Freital 7. Glashütte 8. Heidenau 9. Hohnstein 10. Königstein | 1. Liebstadt 2. Neustadt in Sachsen 3. Pirna 4. Rabenau 5. Sebnitz 6. Stadt Wehlen 7. Stolpen 8. Tharandt 9. Wilsdruff | 1. Bahretal 2. Bannewitz 3. Dohma 4. Dorfhain 5. Dürrröhrsdorf-Dittersbach 6. Gohrisch 7. Hartmannsdorf-Reichenau 8. Hermsdorf 9. Klingenberg | 1. Kreischa 2. Lohmen 3. Müglitztal 4. Rathen 5. Rathmannsdorf 6. Reinhardtsdorf-Schöna 7. Rosenthal-Bielatal 8. Struppen |            |